# Ligularia schmidtii
Ligularia schmidtii là một loài thực vật có hoa trong họ Cúc. Loài này được (Maxim.) Makino mô tả khoa học đầu tiên năm 1903.